# Ein Mountie in Chicago
Ein Mountie in Chicago bzw. Ausgerechnet Chicago (Originaltitel: Due South) ist eine kanadisch-US-amerikanische Fernsehserie aus dem Jahr 1994.

## Produktion
Ursprünglich war nur ein Fernsehfilm geplant, doch dank guter Kritiken und regen Zuschauerinteresses entschloss man sich, eine Serie zu produzieren. Der Name der Serie änderte sich ab der zweiten Staffel von Ausgerechnet Chicago in Ein Mountie in Chicago, da die Senderechte von RTL II zu ProSieben gewechselt hatten.
Die Serie wurde 1996 von CBS wegen schlechter Einschaltquoten nach nur zwei Staffeln eingestellt, die Rechte aber ein Jahr später weiterverkauft, so dass ab 1997 mit finanzieller Unterstützung von drei europäischen Sendern, darunter auch ProSieben, noch zwei weitere Staffeln der in Europa beliebten Serie produziert werden konnten.

## Handlung
Constable Benton Fraser (benannt nach dem Fraser River in British Columbia) von der Royal Canadian Mounted Police sucht mit seinem Wolf Diefenbaker (benannt nach John Diefenbaker) nach dem Mörder seines Vaters in der Großstadt Chicago. Hier lernt er bald Detective Vecchio kennen, der ihm als Freund bei der Suche nach dem Mörder hilfreich zur Seite steht. Weil Constable Fraser bei der Aufklärung des Mordes an seinem Vater Korruption in den Reihen des RCMP aufdeckt, wird er in Kanada zur persona non grata. Daher verbleibt Benton in Chicago und widmet sich bald der Kriminalität in dieser Stadt. Dabei wird auf amüsante Weise deutlich, dass die kanadischen Mounties andere Ermittlungsmethoden haben als die Polizei von Chicago.

## Hintergrund
Ab der dritten Staffel wurde David Marciano als Ray Vecchio gegen Callum Keith Rennie alias Stanley Kowalski ausgetauscht. Erklärt wurde dies damit, dass Vecchio als Undercover-Agent eingesetzt wurde und Kowalski in dessen Identität schlüpfte und fortan als Vecchio agierte.

## Besetzung
| Rolle                            | Schauspieler        | Synchronsprecher                                                             |
| -------------------------------- | ------------------- | ---------------------------------------------------------------------------- |
| Constable Benton Fraser          | Paul Gross          | Timm Brückner (Pilotfilm, Staffel 1 und 2) Johannes Berenz (Staffel 3 und 4) |
| Detective Raymond Vecchio        | David Marciano      | Joachim Tennstedt                                                            |
| Detective Stanley „Ray“ Kowalski | Callum Keith Rennie | Dietmar Wunder                                                               |
| Lieutenant Harding Welsh         | Beau Starr          | Frank-Otto Schenk                                                            |
| Elaine Besbriss                  | Catherine Bruhier   | Martina Treger                                                               |
| Detective Jack Huey              | Tony Craig          |                                                                              |
| Detective Louis Gardino          | Daniel Kash         | Detlef Bierstedt                                                             |
| Francesca Vecchio                | Ramona Milano       | Ulrike Möckel                                                                |
| Inspector Meg Thatcher           | Camilla Scott       | Anke Reitzenstein                                                            |
| Detective Thomas E. Dewey        | Tom Melissis        |                                                                              |
| Constable Renfield Turnbull      | Dean McDermott      | Johannes Berenz (Staffel 2) Peter Flechtner (Staffel 3 und 4)                |
| Sgt. Buck Frobisher              | Leslie Nielsen      | Horst Schön                                                                  |
| Sgt. Bob Fraser                  | Gordon Pinsent      | Christian Brückner                                                           |

## Episodenliste
| Episode   | Deutscher Titel      | Erstausstrahlung (Deutschland) | Originaltitel | Erstausstrahlung (Kanada) |
| --------- | -------------------- | ------------------------------ | ------------- | ------------------------- |
| 00 (0-01) | Ein großartiger Mann | 26. März 1995 (RTL 2)          | Pilot         | 26. April 1994            |

| Episode   | Deutscher Titel                  | Erstausstrahlung (Deutschland) | Originaltitel                | Erstausstrahlung (Kanada) |
| --------- | -------------------------------- | ------------------------------ | ---------------------------- | ------------------------- |
| 01 (1-01) | Free Willie                      | 2. April 1995 (RTL 2)          | Free Willie                  | 22. September 1994        |
| 02 (1-02) | Rotjäckchen und der Wolf         | 9. April 1995 (RTL 2)          | Diefenbaker’s Day Off        | 29. September 1994        |
| 03 (1-03) | Eine Frage der Ehre              | 17. April 1995 (RTL 2)         | Manhunt                      | 6. Oktober 1994           |
| 04 (1-04) | Es stinkt zum Himmel             | 23. April 1995 (RTL 2)         | They Eat Horses, Don’t They? | 13. Oktober 1994          |
| 05 (1-05) | Undercover Agents                | 30. April 1995 (RTL 2)         | Pizzas and Promises          | 20. Oktober 1994          |
| 06 (1-06) | Chinatown                        | 7. Mai 1995 (RTL 2)            | Chinatown                    | 26. Oktober 1994          |
| 07 (1-07) | Mädchen auf Abwegen, Teil 1      | 14. Mai 1995 (RTL 2)           | Chicago Holiday, Part 1      | 10. November 1994         |
| 08 (1-08) | Mädchen auf Abwegen, Teil 2      | 21. Mai 1995 (RTL 2)           | Chicago Holiday, Part 2      | 17. November 1994         |
| 09 (1-09) | Zwei Männer und ein Baby         | 28. Mai 1995 (RTL 2)           | A Cop, a Mountie and a Baby  | 1. Dezember 1994          |
| 10 (1-10) | Die Vergangenheit holt jeden ein | 4. Juni 1995 (RTL 2)           | The Gift of the Wheelman     | 15. Dezember 1994         |
| 11 (1-11) | Mit den Waffen einer Frau        | 11. Juni 1995 (RTL 2)          | You Must Remember This       | 5. Januar 1995            |
| 12 (1-12) | Nordnordwest                     | 18. Juni 1995 (RTL 2)          | A Hawk and a Handsaw         | 19. Januar 1995           |
| 13 (1-13) | Selbstjustiz                     | 25. Juni 1995 (RTL 2)          | An Eye For an Eye            | 2. Februar 1995           |
| 14 (1-14) | Über die Grenze und zurück       | 2. Juli 1995 (RTL 2)           | The Man Who Knew Too Little  | 9. Februar 1995           |
| 15 (1-15) | Diefenbakers große Liebe         | 9. Juli 1995 (RTL 2)           | The Wild Bunch               | 16. Februar 1995          |
| 16 (1-16) | Ein alter Freund                 | 16. Juli 1995 (RTL 2)          | The Blue Line                | 8. März 1995              |
| 17 (1-17) | Der Deal                         | 23. Juli 1995 (RTL 2)          | The Deal                     | 30. März 1995             |
| 18 (1-18) | Einladung zum Flirten            | 30. Juli 1995 (RTL 2)          | An Invitation to Romance     | 6. April 1995             |
| 19 (1-19) | Victorias Geheimnis, Teil 1      | 13. August 1995 (RTL 2)        | Victoria’s Secret, Part 1    | 11. Mai 1995              |
| 20 (1-20) | Victorias Geheimnis, Teil 2      | 20. August 1995 (RTL 2)        | Victoria’s Secret, Part 2    | 11. Mai 1995              |
| 21 (1-21) | Himmel und Erde                  | 6. August 1995 (RTL 2)         | Heaven and Earth             | 25. Mai 1995              |
| 22 (1-22) | Zerstörerische Liebe             | 27. August 1995 (RTL 2)        | Letting Go                   | 1. Juni 1995              |

| Episode   | Deutscher Titel                  | Erstausstrahlung (Deutschland) | Originaltitel                                 | Erstausstrahlung (Kanada) |
| --------- | -------------------------------- | ------------------------------ | --------------------------------------------- | ------------------------- |
| 23 (2-01) | Blinde Jagd                      | 13. April 1997 (ProSieben)     | North                                         | 9. November 1995          |
| 24 (2-02) | Der Plan                         | 2. März 1997 (ProSieben)       | Vault                                         | 7. Dezember 1995          |
| 25 (2-03) | Hinter Gittern                   | 9. März 1997 (ProSieben)       | Witness                                       | 14. Dezember 1995         |
| 26 (2-04) | Die Entscheidung                 | 16. März 1997 (ProSieben)      | Bird in the Hand                              | 21. Dezember 1995         |
| 27 (2-05) | Das Adressbuch                   | 23. März 1997 (ProSieben)      | The Promise                                   | 11. Januar 1996           |
| 28 (2-06) | Die Maske des Tsimshian          | 6. April 1997 (ProSieben)      | Mask                                          | 18. Januar 1996           |
| 29 (2-07) | Eine alte Liebe                  | 20. April 1997 (ProSieben)     | Juliet is Bleeding                            | 1. Februar 1996           |
| 30 (2-08) | Die Hausbesetzer                 | 27. April 1997 (ProSieben)     | One Good Man, aka Thank You Kindly, Mr. Capra | 8. Februar 1996           |
| 31 (2-09) | Ein ebenbürtiger Gegner          | 4. Mai 1997 (ProSieben)        | The Edge                                      | 15. Februar 1996          |
| 32 (2-10) | Ein notorischer Lügner           | 11. Mai 1997 (ProSieben)       | Starman                                       | 22. Februar 1996          |
| 33 (2-11) | Wer anderen eine Grube gräbt …   | 25. Mai 1997 (ProSieben)       | We Are the Eggmen                             | 29. Februar 1996          |
| 34 (2-12) | Ein Fall für Miss Fraser         | 1. Juni 1997 (ProSieben)       | Some Like it Red                              | 28. März 1996             |
| 35 (2-13) | Freiwurf für Tyree               | 8. Juni 1997 (ProSieben)       | White Men Can’t Jump to Conclusions           | 4. April 1996             |
| 36 (2-14) | Ein Mountie kommt selten allein  | 22. April 1999 (ProSieben)     | All the Queen’s Horses                        | 11. April 1996            |
| 37 (2-15) | Konkurrenz verdirbt das Geschäft | 15. Juni 1997 (ProSieben)      | Body Language                                 | 25. April 1996            |
| 38 (2-16) | Das Duell                        | 22. Juni 1997 (ProSieben)      | The Duel                                      | 2. Mai 1996               |
| 39 (2-17) | Eine Bombenfamilie               | 26. April 1999 (ProSieben)     | Red, White, or Blue                           | 16. Mai 1996              |
| 40 (2-18) | Erinnerungen                     | 27. April 1999 (ProSieben)     | Flashback                                     | 19. September 1996        |

| Episode   | Deutscher Titel                      | Erstausstrahlung (Deutschland) | Originaltitel                 | Erstausstrahlung (Kanada) |
| --------- | ------------------------------------ | ------------------------------ | ----------------------------- | ------------------------- |
| 41 (3-01) | Ein neues Gesicht                    | 10. Dezember 2000 (ProSieben)  | Burning Down the House        | 14. September 1997        |
| 42 (3-02) | Sonnenfinsternis                     | 17. Dezember 2000 (ProSieben)  | Eclipse                       | 21. September 1997        |
| 43 (3-03) | Unter Brüdern                        | 7. Januar 2001 (ProSieben)     | I Coulda Been a Defendant     | 28. September 1997        |
| 44 (3-04) | Eifersucht und andere Leidenschaften | 14. Januar 2001 (ProSieben)    | Strange Bedfellows            | 5. Oktober 1997           |
| 45 (3-05) | Vier Zeugen zu viel                  | 4. Februar 2001 (ProSieben)    | Seeing is Believing           | 12. Oktober 1997          |
| 46 (3-06) | Mit Kind und Kanone                  | 28. Januar 2001 (ProSieben)    | Bounty Hunter                 | 19. Oktober 1997          |
| 47 (3-07) | Sieg um jeden Preis?                 | 21. Januar 2001 (ProSieben)    | Mountie and Soul              | 26. Oktober 1997          |
| 48 (3-08) | Spione unter sich                    | 11. Februar 2001 (ProSieben)   | Spy vs. Spy                   | 2. November 1997          |
| 49 (3-09) | Asyl                                 | 4. März 2001 (ProSieben)       | Asylum                        | 16. November 1997         |
| 50 (3-10) | Mord mit zwei Unbekannten            | 25. Februar 2001 (ProSieben)   | Perfect Strangers             | 30. November 1997         |
| 51 (3-11) | Ein Toter zuviel                     | 18. Februar 2001 (ProSieben)   | Dead Guy Running              | 4. Januar 1998            |
| 52 (3-12) | Ein Mountie auf der Bounty, Teil 1   | 11. März 2001 (ProSieben)      | Mountie on the Bounty, Part 1 | 15. März 1998             |
| 53 (3-13) | Ein Mountie auf der Bounty, Teil 2   | 18. März 2001 (ProSieben)      | Mountie on the Bounty, Part 2 | 22. März 1998             |

| Episode   | Deutscher Titel              | Erstausstrahlung (Deutschland) | Originaltitel             | Erstausstrahlung (Kanada) |
| --------- | ---------------------------- | ------------------------------ | ------------------------- | ------------------------- |
| 54 (4-01) | Ein großer Wurf              | 25. März 2001 (ProSieben)      | Doctor Longball           | 23. September 1998        |
| 55 (4-02) | Quinns Versuchung            | 1. April 2001 (ProSieben)      | Easy Money                | 30. September 1998        |
| 56 (4-03) | Wettlauf mit dem Tod         | 29. April 2001 (ProSieben)     | The Ladies Man            | 21. Oktober 1998          |
| 57 (4-04) | Der Voodoo-Priester          | 6. Mai 2001 (ProSieben)        | Mojo Rising               | 28. Oktober 1998          |
| 58 (4-05) | Ruhe sanft, Fraser           | 27. Mai 2001 (ProSieben)       | Dead Men Don’t Throw Rice | 4. November 1998          |
| 59 (4-06) | Die Spielerin                | 22. April 2001 (ProSieben)     | Odds                      | 11. November 1998         |
| 60 (4-07) | Der Preis des Ruhmes         | 13. Mai 2001 (ProSieben)       | Mountie Sings the Blues   | 18. November 1998         |
| 61 (4-08) | Gerechtigkeit für alle       | 20. Mai 2001 (ProSieben)       | Good for the Soul         | 16. Dezember 1998         |
| 62 (4-09) | Eine unglaubliche Geschichte | 8. April 2001 (ProSieben)      | A Likely Story            | 21. Januar 1999           |
| 63 (4-10) | Die Wunderheilerin           | 10. Juni 2001 (ProSieben)      | Say Amen                  | 4. März 1999              |
| 64 (4-11) | Jagdsaison                   | 17. Juni 2001 (ProSieben)      | Hunting Season            | 11. März 1999             |
| 65 (4-12) | Ruf der Wildnis, Teil 1      | 24. Juni 2001 (ProSieben)      | Call of the Wild, Part 1  | 14. März 1999             |
| 66 (4-13) | Ruf der Wildnis, Teil 2      | 1. Juli 2001 (ProSieben)       | Call of the Wild, Part 2  | 14. März 1999             |

## DVD-Veröffentlichung
Die deutschen DVD Boxen werden von NewKSM veröffentlicht.
| Titel             | Erscheinungsdatum  | Kurzinformationen                                                               | Disks | FSK          |
| ----------------- | ------------------ | ------------------------------------------------------------------------------- | ----- | ------------ |
| Staffel 1, Vol. 1 | 11. Oktober 2010   | Enthält den Pilotfilm zur Serie, sowie die ersten 10 Folgen der ersten Staffel. | 3     | Ab 12 Jahren |
| Pilotfilm         | 15. November 2010  | Enthält den Pilotfilm zur Serie.                                                | 1     | Ab 12 Jahren |
| Staffel 1, Vol. 2 | 17. Januar 2011    | Enthält die verbleibenden 12 Folgen der ersten Staffel.                         | 3     | Ab 12 Jahren |
| Staffel 2         | 14. April 2012     | Enthält alle 18 Folgen der zweiten Staffel.                                     | 4     | Ab 12 Jahren |
| Staffel 3         | 19. Juli 2018      | Enthält alle 13 Folgen der dritten Staffel                                      | 3     | Ab 12 Jahren |
| Staffel 4         | 20. September 2018 | Enthält alle 13 Folgen der vierten Staffel                                      | 3     | Ab 12 Jahren |

## Auszeichnungen (Auswahl)
- 1995 gewannen Jeff King, Paul Haggis und Jean Desormeaux einen Gemini Award für das beste TV Movie.